# Sedm noachidských přikázání
Sedm noachidských přikázání (hebrejsky שֶׁבַע מִצְווֹת בְּנֵי־נֹחַ‎, ševa micvot bnej Noach) je soubor zásad, které byly podle židovské tradice předány prostřednictvím Noemovým všem jeho potomkům jako závazný pokyn pro život lidstva na zemi. V podstatě se jedná o historicky první smlouvu, která byla uzavřena mezi Bohem a lidstvem a která je stále v platnosti. Součástí této smlouvy je příslib Boha, že nikdy nevyhladí pozemské živé tvory potopou, přičemž ztvrzujícím znamením má být duha. Kabalisté věří, že dodržováním sedmi noachidských přikázání mohou nežidé, podobně jako židé dodržováním 613 přikázání, uskutečňovat tzv. tikun (תִקוּן) neboli nápravu světa. První doklad o existenci podobného souboru přikázání se nachází v židovském spise, jenž není součástí biblického kánonu a jenž je znám pod označením kniha Jubileí:
| „                    | Ve dvacátém osmém jubileu začal Noe přikazovat dětem svých dětí příkazy, nařízení a všechno právo, které znal, a napomínal své děti, aby činily spravedlnost a přikrývaly nahotu svého těla a žehnaly Stvořiteli, ctili otce a matku a aby každý miloval svého bližního a střežil se před smilstvem a nečistotou a vší nespravedlností. | “ |
| — Kniha Jubileí 7:20 | |   |

Jiný doklad o snaze vytvořit jakýsi soubor zásad, jimiž by se měli řídit všichni věřící nežidovského původu, můžeme najít v křesťanské tradici, v novozákonní knize Skutky apoštolů, kde čteme, že všem věřícím lidem z národů bylo apoštoly přikázáno, aby se řídili těmito naprosto nutnými povinnostmi:
| „                       | Zdržujte se všeho, co bylo obětováno modlám, také krve, pak masa zvířat, která nebyla zbavena krve, a konečně smilstva. | “ |
| — Skutky apoštolů 15:29 | |   |

Toto apoštolské nařízení bylo v souladu s pojetím, jaké zastávali v době druhého Chrámu farizeové, kteří považovali každého člověka nežidovského původu, jenž dodržoval noachidská přikázání, prakticky za konvertitu. V rámci judaismu se má dodnes za to, že ti z nežidů, kteří dodržují sedm noachidských přikázání, si zaslouží úctu nejen v tomto životě, ale budou mít podíl na světě budoucím. Ti z nežidů, kteří tato přikázání dodržují, jsou hodni označení chasidej umot ha-olam (חָסִידֵי אוּמוֹת הָעוֹלָם‎, doslova „zbožní mezi národy světa“).
Sedm noachidských přikázání se týká těchto oblastí:
1. avoda zara[8] (עֲבוֹדָה זָרָה‎) – doslova „služba cizí“ či „nevěrná“, jedná se o zákaz modloslužebnictví.
2. šefichat damim (שְׁפִיכַת דָּמִים‎) či též šefichut damim (שְׁפִיכוּת דָּמִים‎) – doslova „prolévání krve“, jedná se o zákaz vraždy.
3. giluj arajot (גִּילוּי עֲרָיוֹת‎) – doslova „odhalení nahoty“, jedná se o zákaz praktikování sexuální nemorálnosti – incest, sodomie, homosexuální styk, cizoložství atd.; jedná se především o takové sexuální praktiky, jež jsou vyjmenovány v Tóře a zároveň je o nich řečeno, že si tím národy, jež je praktikovaly, přivodily Boží nelibost.[9][10]
4. gezel (גֵּזֶל‎) či gazal (גָּזַל‎) – doslova „pobrání, uchvácení“[11] či „loupež“,[12] jedná se o zákaz krádeže, unášení a zotročování lidí.
5. ever min ha-chaj (אֵבֶר מִן־הָחַי‎) – doslova „část z živého“, jedná se o zákaz pojídání masa z živých zvířat. Tento zákaz se vztahuje na všechny formy krutostí páchaných na živých tvorech, zvláště pak na záměrné mučení lidských bytostí nebo týrání zvířat včetně kastrace,[13] a podle Rašiho i na jedení krve.[14]
6. birkat ha-Šem (בִּרְכַּת הַשֵּׁם‎) – doslova „požehnání [Božího] jména“, jedná se o eufemismus, jehož skutečným významem je zákaz takového jednání, které by znevažovalo Boží jméno – rouhání, proklínání, zneužívání (např. při okultních praktikách, při přísaze, při vydávání křivého svědectví apod.).
7. dinim (דִּינִים‎) – doslova „práva, práva obhajoby, pře, rozepře“; jedná se o povinnost ustanovit takový právní systém, který by hájil spravedlnost a trestal porušování výše uvedených přikázání.

Jak je vidět z výše uvedeného seznamu, nejedná se ani tak o přesně definovaná přikázání, jako spíše o jakési okruhy oblastí, v nichž je nutno postupovat podle určitých zásad. Výše uvedená noachidská přikázání je proto možné ještě více zevšeobecnit a přeformulovat i takto:
1. Věř v Boha
2. Cti lidský život
3. Cti rodinu
4. Cti práva ostatních i jejich majetek
5. Cti všechna stvoření
6. Cti a chval Boha
7. Cti zřízení soudního systému

Podle Talmudu byl svět zničen potopou kvůli avoda zara, šefichat damim a giluj arajot. Na základě toho Talmud (Sanhedrin 74a) uvádí, že žid kvůli záchraně svého života může porušit jakýkoliv příkaz Tóry, kromě těchto tří přikázání. Tomuto pravidlu se v židovském prostředí říká pikuach nefeš (פִּקּוּחַ נֶפֶשׁ, „hlídání duše“), protože člověk má povinnost chránit svůj život a nemá tedy právo činit ze sebe vždy a za všech okolností mučedníka. Podle tohoto pravidla je nutné, aby se slovům z knihy Leviticus 18:5 rozumělo tak, že příčinou něčí smrti, až na uvedené tři výjimky, nemá být skutečnost, že zachovává Hospodinova nařízení a řády, přičemž Talmud to komentuje takto: „Člověk bude žít a nezemře kvůli nim.“ (Joma 85b).

## Šíření tradice mezi nežidy
Ačkoliv je soubor zásad Sedmi noachidských přikázání v rámci židovské tradice primárně určen nežidům, nebyly tyto zásady mezi nežidy vždy aktivně šířeny. Po zboření jeruzalémského chrámu v roce 70 n. l. tomuto šíření bránila především systematická perzekuce židů ze strany římské moci a později i křesťanské církve. Průkopníkem v šíření povědomí o noachidských přikázání mezi nežidy se stalo až lubavičské hnutí, a to v období, kdy hnutí vedl rebe Menachem Mendel Schneerson. Ten v roce 1980 vyhlásil kampaň „Sedm noachidských zákonů“, v níž hnutí začalo aktivně šířit mezi nežidy povědomí o tomto souboru zásad. Tato kampaň sklidila v rámci judaismu jak pozitivní ohlas, tak ostrou kritiku – např. ze strany El'azara Šacha.  Šach kritizoval Schneersona za jeho údajné mesiášské aspirace.
Mimo Chabad jsou však v propagování noachidismu aktivní i představitelé jiných směrů judaismu. Například rabi Uri Šerki je jedním ze zakladatelů organizace Noahide World Center, jejímž cílem je zvyšovat povědomí o Sedmi noachidských přikázáních ve světě a poskytovat komunitám noachidů duchovní a praktickou podporu. Za tímto účelem organizace již vydala jak praktickou příručku s přehledem halachot vhodných pro noachidy s názvem Brit Shalom, tak modlitební knihu pro noachidy s názvem Brit Olam. V České republice je v tomto směru aktivní noachidské společenství v Třinci.